# Brelh
Brelh (en francès Breil-sur-Roya) és un municipi francès situat al departament dels Alps Marítims i a la regió de Provença – Alps – Costa Blava. La parla local, el roiasc, és occità segons uns i lígur segons altres, però es té constància que la població local és considerada occitanòfona.

## Demografia
| Evolució de la població |       |       |      |      |      |      |      |      |
| 1793                    | 1800  | 1806  | 1821 | 1831 | 1836 | 1841 | 1846 | 1851 |
| 932                     | 1 419 | 1 511 | -    | -    | -    | -    | -    | -    |

| 1856 | 1861  | 1866  | 1872  | 1876  | 1881  | 1886  | 1891  | 1896  |
| ---- | ----- | ----- | ----- | ----- | ----- | ----- | ----- | ----- |
| -    | 2 706 | 2 709 | 2 595 | 2 576 | 2 538 | 2 565 | 2 696 | 2 668 |

| 1901  | 1906  | 1911  | 1921  | 1926  | 1931  | 1936  | 1946  | 1954  |
| ----- | ----- | ----- | ----- | ----- | ----- | ----- | ----- | ----- |
| 2 728 | 2 645 | 2 804 | 5 136 | 2 899 | 2 666 | 2 562 | 1 321 | 2 029 |

| 1962  | 1968  | 1975  | 1982  | 1990  | 1999  | 2006 | 2011 | 2016 |
| ----- | ----- | ----- | ----- | ----- | ----- | ---- | ---- | ---- |
| 1 994 | 2 148 | 2 089 | 2 095 | 2 058 | 2 028 | -    | -    | -    |

| 2019 | - | - | - | - | - | - | - | - |
| ---- | - | - | - | - | - | - | - | - |
| -    | - | - | - | - | - | - | - | - |

## Administració
| Període   | Identitat       | Partit    |
| --------- | --------------- | --------- |
| 1945-1958 | André Botton    | SFIO      |
| 1958-1977 | Pierre Sassi    | centrista |
| 1977-1983 | Henri Curti     | PCF       |
| 1983-1995 | Jean Gallon     | RPR       |
| 1995-2002 | Gilbert Mary    | UMP       |
| 2002-     | Joseph Ghilardi | UMP       |

## Agermanaments
- Borgo San Dalmazzo